# Djúpini

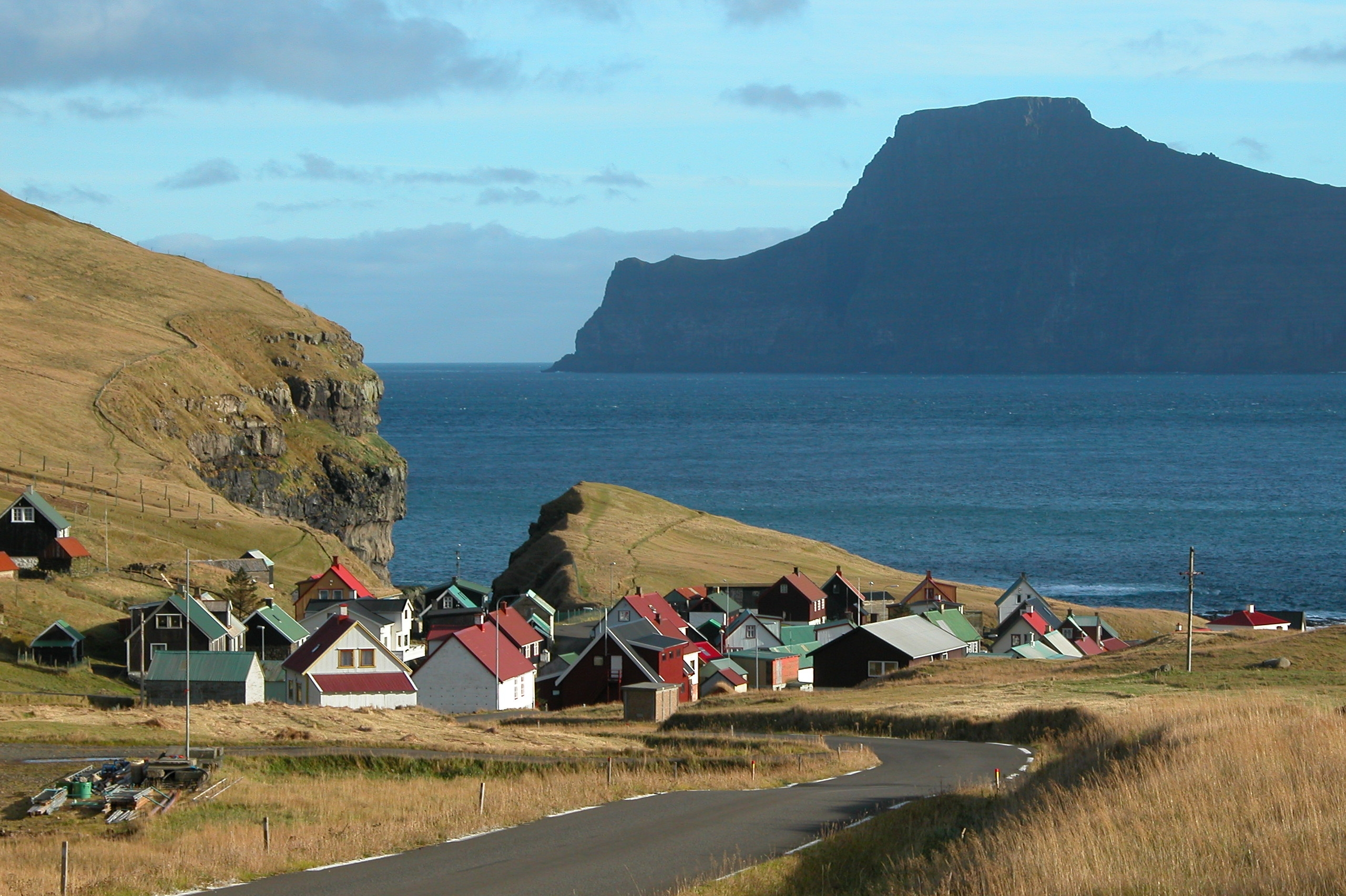
Blick von Gjógv auf Eysturoy über die Djúpini nach Kalsoy (ca. 7 km).

Die Djúpini [ˈʤʉupɪnɪ] „die Tiefen“ (dänischer Name Djupene) sind eine Meerenge der Färöer zwischen den Inseln Eysturoy im Westen und Kalsoy im Osten.
Die Djúpini sind an ihrer breitesten Stelle bei Gjógv etwa 7 km breit, an der schmalsten Stelle 2,5 km. Die Meerenge ist etwa 15 km lang und weist eine maximale Tiefe von 188 m auf.
Im Norden mündet die relativ breite Meerenge in den offenen Nordatlantik, im Süden wird sie durch den Leirvíksfjørður verengt. An der Ostküste von Eysturoy schneiden sich die drei Fjorde Funningsfjørður, Oyndarfjørður und Fuglafjørður ins Land, während die Westküste von Kalsoy keine natürlichen Häfen aufweist.
Neben den gleichnamigen Orten an den Fjorden liegen auch Gjógv, Funningur, Elduvík, Hellurnar und Kambsdalur in dieser Region von Eysturoy mit Blick über die Djúpini.
Die Djúpini bilden zusammen mit dem Leirvíksfjørður die Grenze zwischen den Syssel (Bezirken) Eysturoy und Norðoyar (Nordinseln). Die Nordinseln wurden erst 2006 durch den Nordinselntunnel mit dem Hauptland verbunden, der unter dem Leirvíksfjørður verläuft.